# SN 2001at
SN 2001at – supernowa odkryta 16 marca 2001 roku w galaktyce A151009-0058. W momencie odkrycia miała maksymalną jasność 18,80m.